# Empresa Brasileira de Pesquisa e Inovação Industrial
A Empresa Brasileira de Pesquisa e Inovação Industrial (EMBRAPII) é uma organização social (OS) de direito privado, sem fins lucrativos, que atua no fomento à inovação tecnológica no setor industrial brasileiro. Qualificada pelo Poder Público Federal por meio do Decreto Presidencial de 2 de setembro de 2013, a EMBRAPII opera sob um modelo de gestão que lhe confere agilidade e flexibilidade, com metas de desempenho estabelecidas em um Contrato de Gestão supervisionado pelo Estado. Sua missão central é funcionar como uma ponte estratégica, conectando a vasta capacidade de pesquisa científica e tecnológica do Brasil, presente em universidades e institutos de pesquisa, com as demandas concretas de inovação das empresas industriais. O objetivo final é fortalecer a capacidade de inovação do tecido empresarial, elevando sua competitividade tanto no mercado doméstico quanto no internacional.
O modelo de atuação da EMBRAPII é um de seus principais diferenciais, caracterizado pela agilidade, flexibilidade e, crucialmente, pelo compartilhamento de riscos. A organização cofinancia projetos de Pesquisa, Desenvolvimento e Inovação (PD&I) por meio do aporte de recursos financeiros não reembolsáveis, ou seja, fomento direto que não precisa ser devolvido pelas empresas. Essa abordagem reduz significativamente o risco financeiro e os custos associados à inovação, incentivando empresas, especialmente as de pequeno e médio porte, a investirem em projetos de maior densidade tecnológica que, de outra forma, poderiam ser considerados proibitivos.
A governança da EMBRAPII é exercida por meio de um Contrato de Gestão com o Governo Federal, com supervisão compartilhada por um consórcio de ministérios. Originalmente, a organização nasceu de uma parceria entre o Ministério da Ciência, Tecnologia e Inovação (MCTI) e o Ministério da Educação (MEC), refletindo sua missão de conectar a produção científica (MCTI) com as instituições de pesquisa, muitas das quais são universidades e institutos federais vinculados ao MEC. Com o tempo, a estrutura de supervisão foi expandida para incluir o Ministério da Saúde (MS) e o Ministério do Desenvolvimento, Indústria, Comércio e Serviços (MDIC). Essa evolução na governança não é um mero ajuste administrativo; ela sinaliza o reconhecimento da crescente importância estratégica da EMBRAPII. A inclusão do Ministério da Saúde demonstra um alinhamento com a prioridade nacional de desenvolver o complexo industrial da saúde, fomentando inovações em áreas como biofármacos e dispositivos médicos. A posterior integração do MDIC consolida o papel da EMBRAPII como um instrumento central da política industrial do país, transcendendo sua função original de ser apenas uma agência de fomento à C&T para se tornar uma peça-chave na estratégia de neoindustrialização e competitividade do Brasil.  

## História

### Concepção e Inspiração (2011–2012)
A gênese da EMBRAPII remonta a uma demanda clara e articulada do setor industrial brasileiro, canalizada principalmente pela Mobilização Empresarial pela Inovação (MEI), um fórum liderado pela Confederação Nacional da Indústria (CNI). O desafio a ser superado era o persistente hiato entre a robusta produção científica das universidades e institutos de pesquisa brasileiros e a baixa capacidade de absorção e transformação desse conhecimento em inovação de produtos e processos pela indústria. Este "vale da morte" da inovação era um gargalo crônico para a competitividade do país. Para desenhar uma solução, os formuladores de políticas públicas buscaram inspiração em modelos de sucesso, tanto internacionais quanto nacionais.
A principal referência internacional foi a Sociedade Fraunhofer da Alemanha, a maior organização de pesquisa aplicada da Europa. O modelo Fraunhofer é mundialmente reconhecido por sua estrutura de institutos focados em áreas tecnológicas específicas, que trabalham em estreita colaboração com a indústria e cujo financiamento público está atrelado ao seu sucesso em captar contratos privados. A EMBRAPII não apenas se inspirou nesse conceito, mas também estabeleceu uma parceria formal com os Institutos Fraunhofer para intercâmbio de conhecimento, treinamento de gestores e pesquisadores, buscando internalizar as melhores práticas de gestão da inovação.
No âmbito nacional, a inspiração veio da trajetória da Empresa Brasileira de Pesquisa Agropecuária (Embrapa), uma instituição que transformou a agricultura brasileira em uma potência global por meio da aplicação sistemática de ciência e tecnologia. Contudo, uma distinção fundamental e estratégica foi feita no desenho da EMBRAPII. Enquanto a Embrapa é uma empresa pública que opera seus próprios centros de pesquisa, a EMBRAPII foi concebida como uma organização social de direito privado. Essa escolha jurídica foi deliberada para garantir maior agilidade administrativa, desburocratização na contratação de projetos e flexibilidade operacional, evitando as amarras de uma estrutura estatal tradicional e permitindo uma resposta mais rápida às demandas do mercado.
A concepção da EMBRAPII, portanto, representa uma "inovação institucional" na política pública brasileira. Em vez de simplesmente replicar um modelo estrangeiro ou nacional, ela combinou seletivamente os elementos mais eficazes de cada um. Do modelo Fraunhofer, adotou a missão de pesquisa aplicada orientada pela demanda industrial e o financiamento baseado em desempenho. Do modelo Embrapa, herdou a visão de escala e impacto nacional. Da estrutura de Organização Social, obteve a agilidade e a governança privada necessárias para operar na interface dinâmica entre o setor público e o privado. Esse desenho híbrido foi uma resposta sofisticada e customizada para superar os gargalos específicos do ecossistema de inovação brasileiro.

### Fundação e Marcos Regulatórios (2013)
O caminho para a criação formal da EMBRAPII começou em 2011, com a instituição de um grupo de trabalho interministerial e setorial. Para testar e refinar o modelo de atuação proposto, foi lançado um projeto-piloto envolvendo três institutos de pesquisa com forte tradição de colaboração industrial: o Instituto Nacional de Tecnologia (INT), o SENAI CIMATEC na Bahia e o Instituto de Pesquisas Tecnológicas (IPT) de São Paulo. A experiência do piloto foi crucial para validar a viabilidade do financiamento compartilhado e do fluxo contínuo de projetos.
A fundação oficial da EMBRAPII como associação civil sem fins lucrativos ocorreu em 2013. O passo legal decisivo foi a publicação do Decreto Presidencial de 2 de setembro de 2013, que qualificou a EMBRAPII como Organização Social (OS). Essa qualificação foi o que permitiu à organização firmar, em 2 de dezembro de 2013, o seu primeiro Contrato de Gestão com o Governo Federal, representado pelo MCTI e pelo MEC. Este contrato é o instrumento jurídico que define as metas, as responsabilidades, os recursos a serem repassados e os mecanismos de avaliação de desempenho da EMBRAPII, garantindo a transparência e o controle público sobre suas atividades, ao mesmo tempo em que preserva sua autonomia gerencial.

### Expansão e Consolidação (2013–Presente)
Desde sua criação, a EMBRAPII demonstrou uma trajetória de crescimento e consolidação notáveis. A organização expandiu sua rede de atuação de forma sistemática, partindo das primeiras Unidades credenciadas para um ecossistema complexo e diversificado. Em uma década de operação, a EMBRAPII já havia apoiado mais de 2.200 projetos de inovação industrial, viabilizando investimentos que ultrapassaram a marca de R$ 3,2 bilhões e resultaram em mais de 670 pedidos de propriedade intelectual.
O crescimento da organização foi marcado por fases estratégicas de expansão. Inicialmente, o foco foi no credenciamento de Unidades EMBRAPII, centros de excelência já existentes no país. Posteriormente, a rede se expandiu com a criação dos Polos de Inovação em parceria com os Institutos Federais, uma iniciativa para interiorizar a inovação e conectá-la às vocações econômicas regionais. A fase mais recente de sua evolução é a implementação dos Centros de Competência, focados em tecnologias de fronteira e estratégicas para o futuro do país. Essa expansão contínua reflete uma estratégia deliberada de adensamento e especialização do ecossistema de inovação, consolidando a EMBRAPII como um pilar central da política de ciência, tecnologia e inovação do Brasil.

## Modelo de Atuação
O modelo operacional da EMBRAPII foi projetado para ser ágil, flexível e eficiente, removendo barreiras tradicionais que separam a pesquisa acadêmica da aplicação industrial. Seus pilares são o compartilhamento de riscos, a desburocratização do fomento e a flexibilidade na negociação da propriedade intelectual.

### Compartilhamento de Riscos e Custos (Modelo Tripartite)
O coração do modelo EMBRAPII é o financiamento tripartite, que divide o custo e o risco de um projeto de PD&I entre três atores, alinhando seus interesses e garantindo o comprometimento de todos. A estrutura geral de financiamento é a seguinte: 
1. EMBRAPII: Aporta até um terço (1/3) do valor total do projeto com recursos financeiros não reembolsáveis. Este fomento direto do governo federal reduz drasticamente a barreira de investimento para a empresa. Em programas específicos ou para os Polos de Inovação em fase de estruturação, essa parcela pode ser maior, chegando a 50%, para estimular o desenvolvimento de novas capacidades.
2. Empresa Parceira: Deve aportar, no mínimo, um terço (1/3) do valor do projeto. Este aporte deve ser exclusivamente financeiro, o que garante que o projeto é uma prioridade estratégica para a empresa e não apenas uma exploração especulativa.
3. Unidade EMBRAPII (ICT): Cobre o terço restante (1/3) do valor do projeto com uma contrapartida, que pode ser não financeira (equivalente econômico das horas de seus pesquisadores, uso de laboratórios e equipamentos de ponta) ou, em alguns casos, financeira.

Este modelo cria uma poderosa alavancagem de recursos públicos. Dados do relatório anual de 2024 indicam um fator de alavancagem de 2,84. Isso significa que para cada R$ 1 de dinheiro público investido pela EMBRAPII, outros R$ 1,84 são mobilizados em contrapartidas da empresa parceira e da Unidade de pesquisa. Essa eficiência demonstra que o modelo não apenas financia a inovação, mas também estimula o investimento privado em P&D, garantindo que os projetos apoiados tenham relevância de mercado e alto potencial de aplicação.

### Fluxo do Projeto (Agilidade e Desburocratização)
Diferentemente dos modelos tradicionais de fomento, que dependem de editais com janelas de submissão específicas e longos processos de análise, a EMBRAPII opera em fluxo contínuo. Esse é um dos seus maiores atrativos para o setor industrial, que opera em ciclos de inovação rápidos. O processo é direto e desburocratizado: 
1. Prospecção e Negociação: Uma empresa com uma necessidade tecnológica ou um desafio de inovação identifica e contata diretamente uma Unidade EMBRAPII que possua a competência técnica necessária.
2. Elaboração Conjunta: A empresa e a equipe da Unidade EMBRAPII negociam e elaboram conjuntamente o plano de trabalho, o escopo, o cronograma e o orçamento do projeto. Essa interação direta desde o início assegura que a solução proposta esteja perfeitamente alinhada com a demanda da empresa.
3. Contratação e Execução: Uma vez que as partes chegam a um acordo, um contrato é firmado entre a empresa e a instituição de pesquisa (ICT) que sedia a Unidade EMBRAPII. Com o contrato assinado, a EMBRAPII libera sua parcela de recursos de forma ágil para a Unidade, que assume a gestão técnica e financeira do projeto. O tempo médio entre o primeiro contato e a contratação de um projeto é notavelmente curto, frequentemente entre 30 e 45 dias.

### Propriedade Intelectual (PI)
A questão da propriedade intelectual é frequentemente um ponto de atrito em parcerias público-privadas. O modelo EMBRAPII resolve esse impasse de forma pragmática e favorável ao mercado. A titularidade dos direitos sobre patentes, softwares, desenhos industriais ou qualquer outra forma de PI gerada no âmbito do projeto é negociada de forma flexível e exclusiva entre a empresa parceira e a Unidade EMBRAPII. A EMBRAPII, como fomentadora, não participa dessa negociação e não reivindica qualquer participação na PI resultante. Essa política de "mãos limpas" oferece grande segurança jurídica e previsibilidade para as empresas, que podem definir em contrato os termos de licenciamento ou cessão da tecnologia desenvolvida, tornando o investimento em P&D colaborativo muito mais atraente.

## Estrutura da Rede
A rede EMBRAPII é um ecossistema de inovação multinível, cuidadosamente estruturado para atender a diferentes tipos de demandas, regiões e estágios de maturidade tecnológica. Ela é composta por três pilares principais: as Unidades EMBRAPII, os Polos de Inovação e os Centros de Competência. Essa estrutura reflete uma sofisticada abordagem de portfólio para a política de inovação nacional, onde cada componente desempenha um papel estratégico distinto.

### Unidades EMBRAPII
As Unidades EMBRAPII são o núcleo e a espinha dorsal da rede. Elas são laboratórios ou centros de pesquisa e desenvolvimento, localizados dentro de Instituições de Ciência e Tecnologia (ICTs) públicas ou privadas sem fins lucrativos, que já possuem uma reputação de excelência e experiência comprovada em P&D em parceria com empresas. Elas representam o portfólio principal da EMBRAPII, focado em alavancar e fortalecer as competências já existentes e consolidadas no país.
O credenciamento de uma Unidade é um processo competitivo e rigoroso, realizado por meio de Chamadas Públicas. Os grupos de pesquisa candidatos devem submeter um Plano de Ação detalhado, que descreve sua área de competência, sua capacidade de infraestrutura e de recursos humanos, e um plano de negócios para prospectar e executar projetos com a indústria. Este plano é avaliado por um comitê de especialistas independentes, garantindo que apenas os centros mais qualificados sejam integrados à rede. A rede de Unidades cobre um vasto espectro de áreas tecnológicas, como Manufatura Avançada, Biotecnologia, Materiais e Química, Tecnologia da Informação e Comunicação (TIC) e Tecnologias Aplicadas, garantindo uma cobertura abrangente para as necessidades da indústria brasileira.

### Polos de Inovação dos Institutos Federais
Os Polos de Inovação são Unidades EMBRAPII estabelecidas especificamente dentro da Rede Federal de Educação Profissional, Científica e Tecnológica, ou seja, nos Institutos Federais (IFs). Eles representam o portfólio de diversificação e inclusão da EMBRAPII. Sua missão estratégica é dupla: interiorizar a inovação, levando o fomento para além dos grandes centros urbanos, e conectar a pesquisa aplicada às vocações econômicas e cadeias produtivas regionais. As áreas de competência dos Polos são definidas com base no potencial econômico de sua região de influência. Por exemplo, existem polos focados em Agroindústria do Café em Minas Gerais (IF Sul de Minas), Tecnologia em Saúde na Bahia (IFBA), Metalurgia e Materiais no Espírito Santo (IFES) e Sistemas Automotivos Inteligentes em Minas Gerais (IFMG). Além de desenvolverem projetos de inovação para empresas locais, os Polos desempenham um papel fundamental na formação de capital humano qualificado, envolvendo estudantes dos cursos técnicos e superiores dos IFs em projetos reais de P&D, preparando-os para as demandas da indústria 4.0.

### Centros de Competência
Os Centros de Competência são a iniciativa mais recente e avançada da rede EMBRAPII, representando seu portfólio exploratório de alto risco e alta recompensa. Seu objetivo é posicionar o Brasil na fronteira do conhecimento, desenvolvendo tecnologias emergentes e disruptivas que serão estratégicas para a competitividade industrial do futuro.
Diferentemente do modelo de projeto bilateral das Unidades e Polos, os Centros de Competência operam em um modelo de inovação aberta. Eles são estruturados em torno de um consórcio de empresas associadas que colaboram em agendas de pesquisa pré-competitiva de longo prazo, compartilhando custos, riscos e o conhecimento gerado. Essa abordagem permite enfrentar desafios tecnológicos muito complexos e caros, que seriam inviáveis para uma única empresa. As áreas estratégicas definidas para os Centros de Competência incluem: 
- Tecnologias de Conectividade 5G e 6G (Centro xGMobile, sediado no Inatel)
- Segurança Cibernética (sediado no CESAR)
- Tecnologias Quânticas
- Agricultura Digital (sediado no ISI Sensoriamento)
- Terapias Avançadas (sediado no Hospital Israelita Albert Einstein)
- Hardware Inteligente (Centro VIRTUS, sediado na UFCG)

Essa estrutura de três níveis demonstra que a EMBRAPII não é um modelo único, mas uma plataforma que gerencia simultaneamente três estratégias de inovação: explorar e fortalecer as competências atuais (Unidades), ampliar a base e o alcance regional (Polos) e construir capacidades para o futuro (Centros de Competência).
| Característica    | Unidades EMBRAPII                                                  | Polos de Inovação                                    | Centros de Competência                               |
| Instituição Sede  | ICTs (Universidades, Institutos de Pesquisa)                       | Institutos Federais (IFs)                            | ICTs com liderança em áreas de fronteira             |
| Foco Principal    | Atender demandas de PD&I da indústria em competências consolidadas | Atender demandas regionais e interiorizar a inovação | Desenvolver tecnologias de fronteira e estratégicas  |
| Modelo de Atuação | Projetos bilaterais (1 empresa + 1 Unidade)                        | Projetos bilaterais (1 empresa + 1 Polo)             | Inovação aberta com consórcio de empresas associadas |
| Exemplos de Áreas | Manufatura Avançada, Biofármacos, TIC                              | Sistemas Automotivos, Agroindústria, Metalurgia      | 5G/6G, Terapias Avançadas, Hardware Inteligente      |

## Resultados e Impacto
A avaliação do impacto da EMBRAPII pode ser realizada por meio de indicadores quantitativos robustos, extraídos de seus relatórios anuais de gestão, e pela análise qualitativa de seus projetos e parcerias estratégicas. Os dados demonstram um crescimento consistente e um impacto significativo no ecossistema de inovação brasileiro.

### Desempenho Quantitativo
Os relatórios anuais da EMBRAPII fornecem uma visão clara de sua escala e evolução. Desde sua criação até o final de 2024, a organização já havia ultrapassado marcos expressivos: 
- Volume de Investimentos: O valor total contratado em projetos de inovação desde o início das operações atingiu R$ 5,75 bilhões. Apenas no ano de 2024, foram contratados R$ 1,14 bilhão em novos projetos, um recorde para a organização.[27]
- Número de Projetos: Mais de 3.000 projetos de PD&I foram apoiados desde 2013. O ano de 2024 registrou a contratação de 640 novos projetos, um crescimento de 33% em relação ao ano anterior.
- Empresas Parceiras: Mais de 2.000 empresas distintas já desenvolveram projetos com a rede EMBRAPII. Em 2024, foram 642 empresas apoiadas, das quais 66% estavam realizando seu primeiro projeto com a EMBRAPII, indicando a capacidade da rede de atrair novos parceiros para o ecossistema de inovação. Um dado de especial relevância é o foco nas pequenas e médias empresas: em 2024, 64,3% do total de empresas apoiadas eram micro e pequenas empresas (MPEs), muitas delas através de parcerias estratégicas como a com o Sebrae.
- Propriedade Intelectual: A colaboração entre empresas e centros de pesquisa resultou em um portfólio significativo de ativos de propriedade intelectual. Até 2023, mais de 670 pedidos de PI haviam sido depositados, com um acréscimo de 237 novos pedidos somente em 2024. Apenas os projetos desenvolvidos nos Polos de Inovação dos Institutos Federais já geraram mais de 113 pedidos de PI, demonstrando o potencial inovador dessas instituições.

A tabela a seguir, com dados do Relatório de Gestão de 2024, ilustra a trajetória de crescimento acelerado da EMBRAPII nos últimos cinco anos.
| Indicador                      | 2020  | 2021  | 2022  | 2023  | 2024  |
| Nº de Projetos Contratados     | 249   | 409   | 468   | 481   | 640   |
| Valor Total Contratado (R$ bi) | 0,35  | 0,69  | 0,97  | 0,88  | 1,14  |
| Aporte EMBRAPII (R$ mi)        | 134,8 | 247,0 | 338,9 | 326,0 | 399,8 |
| Aporte Empresas (R$ mi)        | 159,0 | 323,7 | 469,5 | 435,5 | 582,3 |
| Nº de Empresas Apoiadas        | 225   | 370   | 442   | 472   | 642   |

### Impacto Setorial e Fortalecimento da Competitividade
O impacto da EMBRAPII se estende por múltiplos setores estratégicos da indústria brasileira, gerando inovações que aumentam a produtividade, a sustentabilidade e a sofisticação tecnológica dos produtos nacionais. Casos de sucesso notórios incluem:
- Setor Automotivo: Desenvolvimento de um caminhão autônomo para a colheita de cana-de-açúcar em parceria com a Volvo[28], que reduziu perdas de produtividade e aumentou a precisão da operação.[29]
- Setor Aeronáutico: A Embraer, uma das maiores empresas aeroespaciais do mundo, já desenvolveu 27 projetos com a rede EMBRAPII, abrangendo áreas críticas como sistemas de manutenção de aeronaves.[30]
- Setor da Saúde: Desenvolvimento de tecnologias médicas avançadas, como um sensor neural implantável e sem bateria, em parceria com o Inatel, que representa um avanço para pacientes com próteses ou lesões neurológicas.[31]
- Agronegócio: Em colaboração com a Embrapa Instrumentação, foi desenvolvida uma tecnologia pioneira para a classificação automática de grãos de soja, utilizando fotônica e inteligência artificial, que recebeu o Prêmio EMBRAPII de projeto mais inovador.[32]
- Siderurgia e Metalurgia: Parcerias com gigantes como a ArcelorMittal e a Tupy para desenvolver projetos de descarbonização e reciclagem de baterias de lítio, alinhando a indústria pesada com a agenda de sustentabilidade.
- Tecnologia da Informação e Comunicação (TIC): A Bosch América Latina desenvolveu mais de 30 projetos com a rede, incluindo módulos de controle eletrônico para veículos, fortalecendo a cadeia de suprimentos de alta tecnologia no país.

A EMBRAPII é amplamente reconhecida como um ator fundamental para o fortalecimento da competitividade industrial do Brasil. Seu modelo de fomento é elogiado por sua flexibilidade e alinhamento com as necessidades do mercado, embora estudos acadêmicos apontem para a oportunidade de aprimorar continuamente as métricas para avaliar o impacto inovador dos projetos de forma ainda mais precisa. Além do impacto doméstico, a organização tem um papel ativo na inserção do Brasil em cadeias globais de inovação, por meio de acordos de cooperação tecnológica com países como Israel, Alemanha e Reino Unido.